# Richard Astre
Ricard Astre (anomenat "el rei", "el rei Ricard" o "el petit Mozart del Rugby") és un jugador de rugbi a XV, nascut el 28 d'agost de 1948 a Tolosa, d'1,71m d'alçada i 68 kg de pes.

## Biografia
Fill d'un jugador de l'Estadi Tolosà, fou reclutat l'any 1967 junt amb Jack Cantoni. Va ocupar el lloc de mig de melé a l'època del Gran Béziers (que assolí l'hegemonia del rugbi francès amb 10 títols i 11 finals, durant els anys 1971 a 1984), del qual va ser capità.
Essent el capità més jove del campionat de França el 1970/1971, va assolir el primer títol amb el seu club l'Association sportive de Béziers Hérault. Fou campió els anys 1971, 1972, 1974, 1975, 1977 i 1978 i finalista l'any 1976. Campió de França junior l'any 1968, i Campió de França militar l'any 1967. També va guanyar el Challenge du Manoir els anys 1972, 1975 i 1977. Obtingué l'Oscar Midi Olympique (millor jugador francès del campionat) l'any 1975.
Com a internacional, va ser seleccionat 12 cops en equip de França (6 cops capità) de 1971 a 1976. Amb molta personalitat, els seleccionadors li varen preferir Jacques Fouroux.
Va deixar el club l'any 1978, junt amb l'entrenador Raoul Barrière, després d'una forta crisi. A finals dels anys 90, tornà per entrenar i adaptar el club al professionalisme.
J.P. Lacour li va dedicar un llibre: Astre le rugby de lumière, Ed. Alta, 1977.